# ヨーゼフ・ルドルフ・ヴィツェル
ヨーゼフ・ルドルフ・ヴィツェル（Josef Rudolf Witzel、1867年9月27日生まれ、1924年が1925年に死去）はドイツのイラストレーター、ポスター画家である。ドイツにおけるアール・ヌーヴォー（ドイツではユーゲント・シュティールと呼ばれる）を代表する芸術家の一人である。

## 略歴
フランクフルト・アム・マインで生まれた。フランクフルトの美術学校でエドヴァルト・フォン・シュタインレに学んだ後、カールスルーエの 美術学校でキャスパー・リッターに学んだ。1890年にミュンヘンに移り、1892年にミュンヘン分離派が結成されると、分離派に参加した。この頃、フランスで人気であったジャポニスムやアール・ヌーヴォーの美術に興味を持った。1896年にミュンヘンで雑誌、「Jugend」が創刊されると、イラストレーターとして雇われ、表紙絵や挿絵を描いた。
ポスター画家としても活動し、フランスで1895年から1900年まで出版されたポスター画集、「Les maîtres de l'affiche（ポスター芸術の巨匠たち）」で1898年にヴィツェルのポスターが取り上げられた。

## 作品

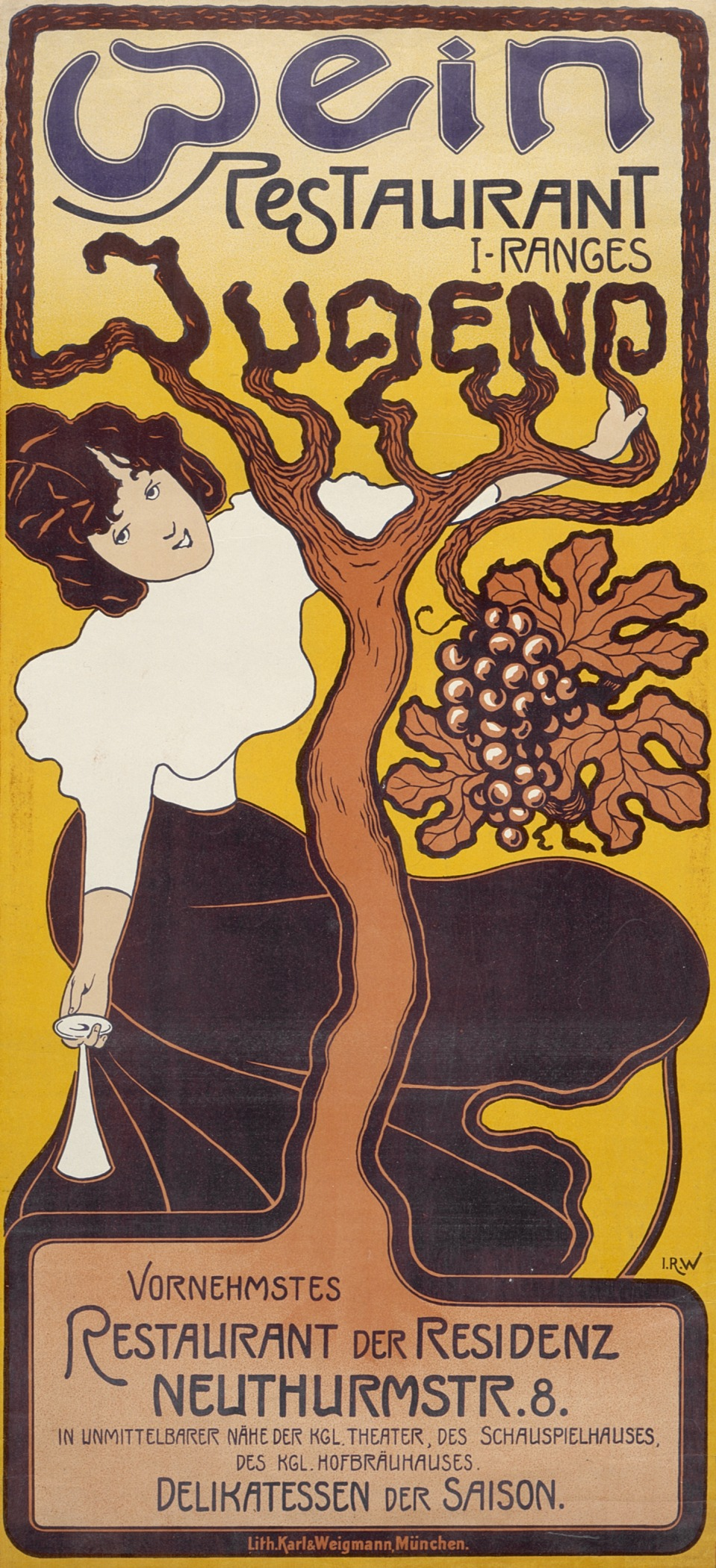
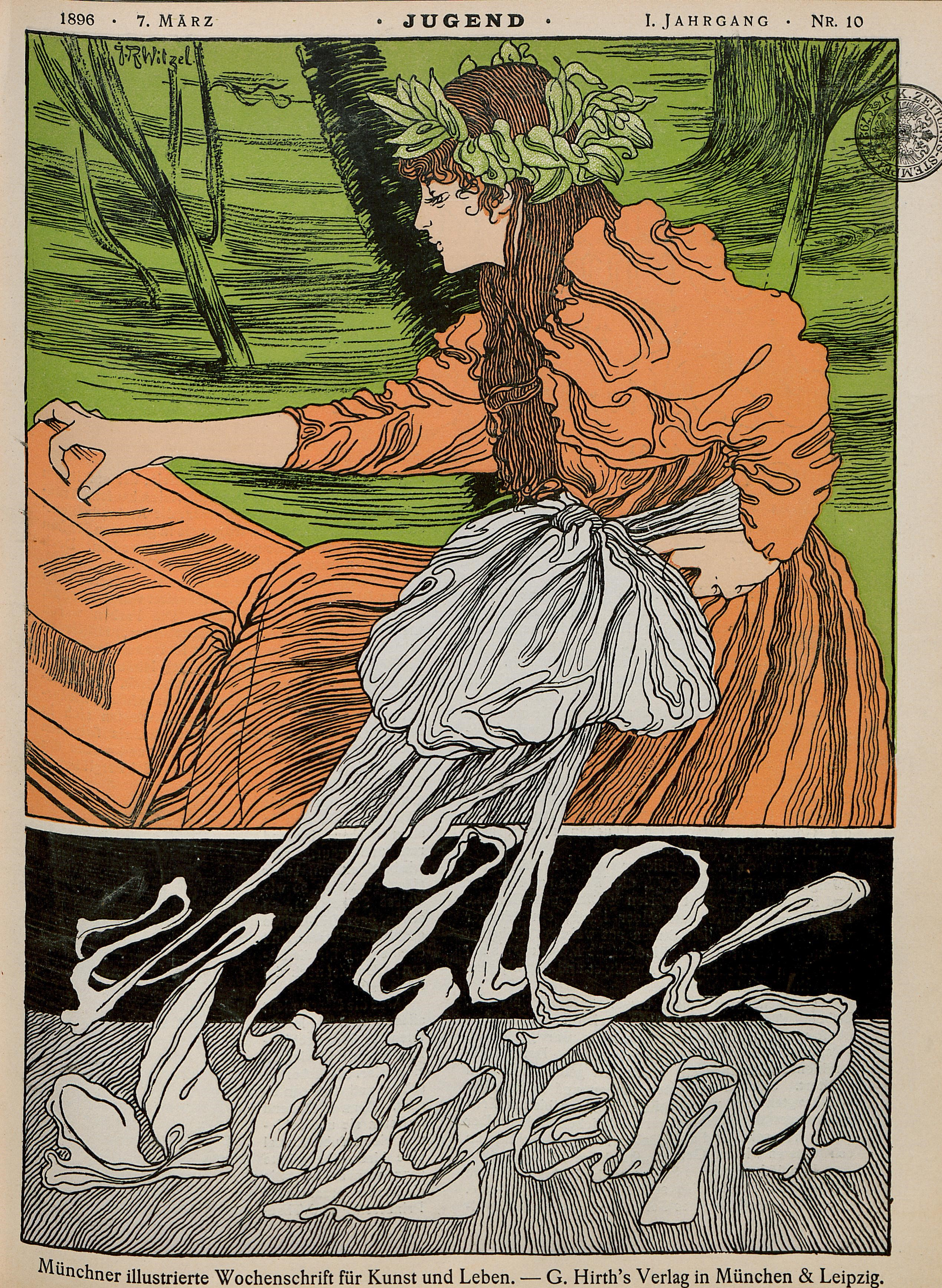
雑誌「Jugend」表紙 (1896)
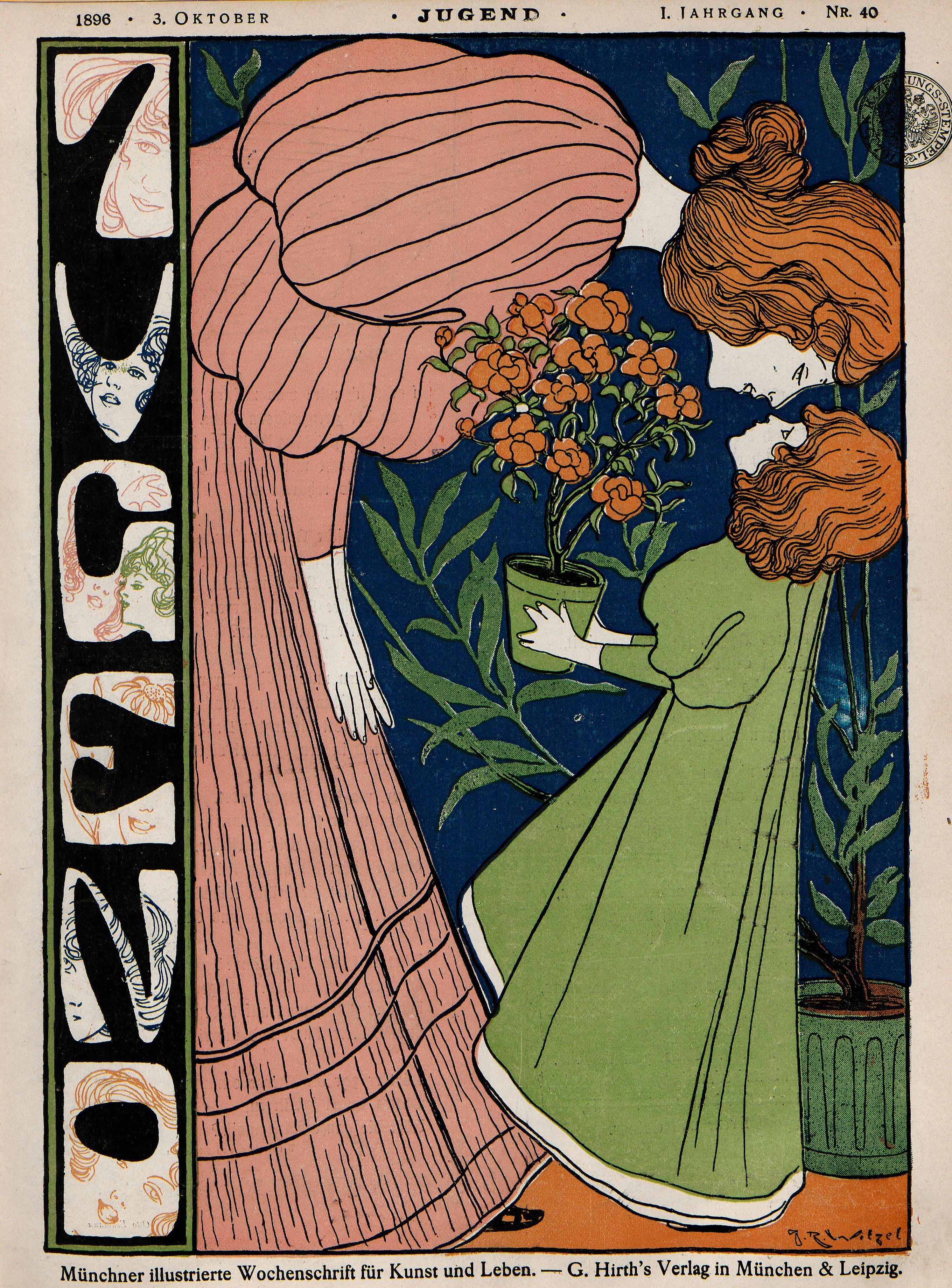
雑誌「Jugend」表紙 (1896)

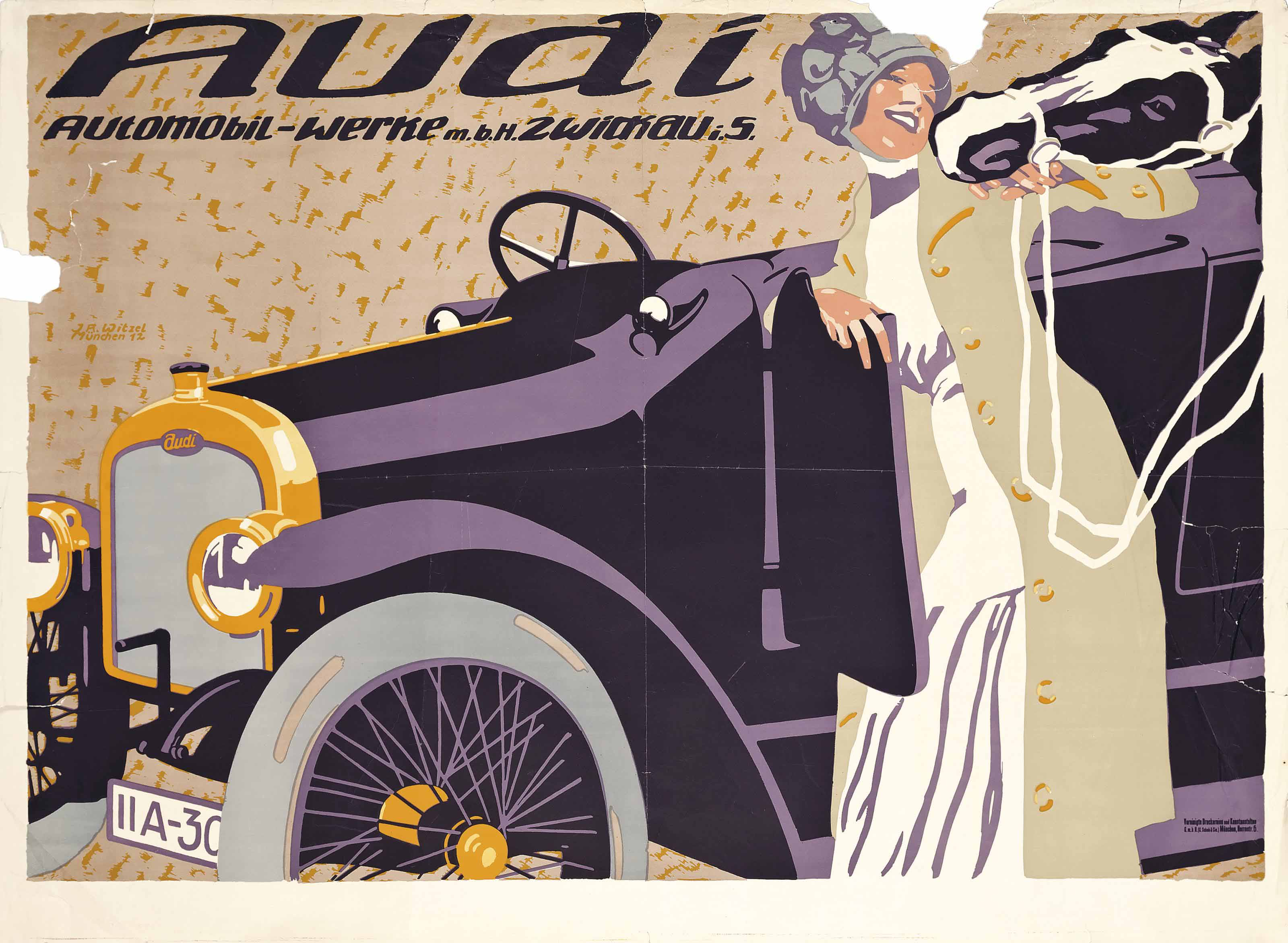
自動車会社のポスター (1912)
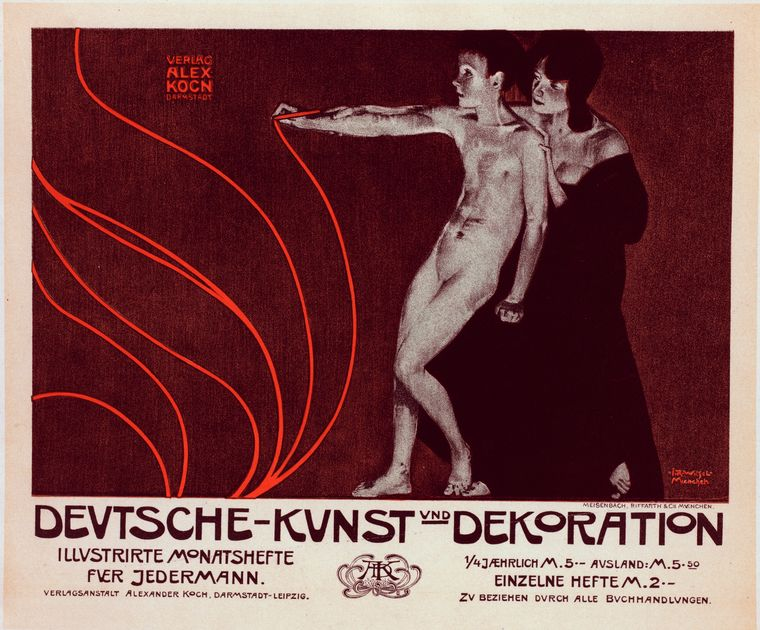
美術雑誌ポスター
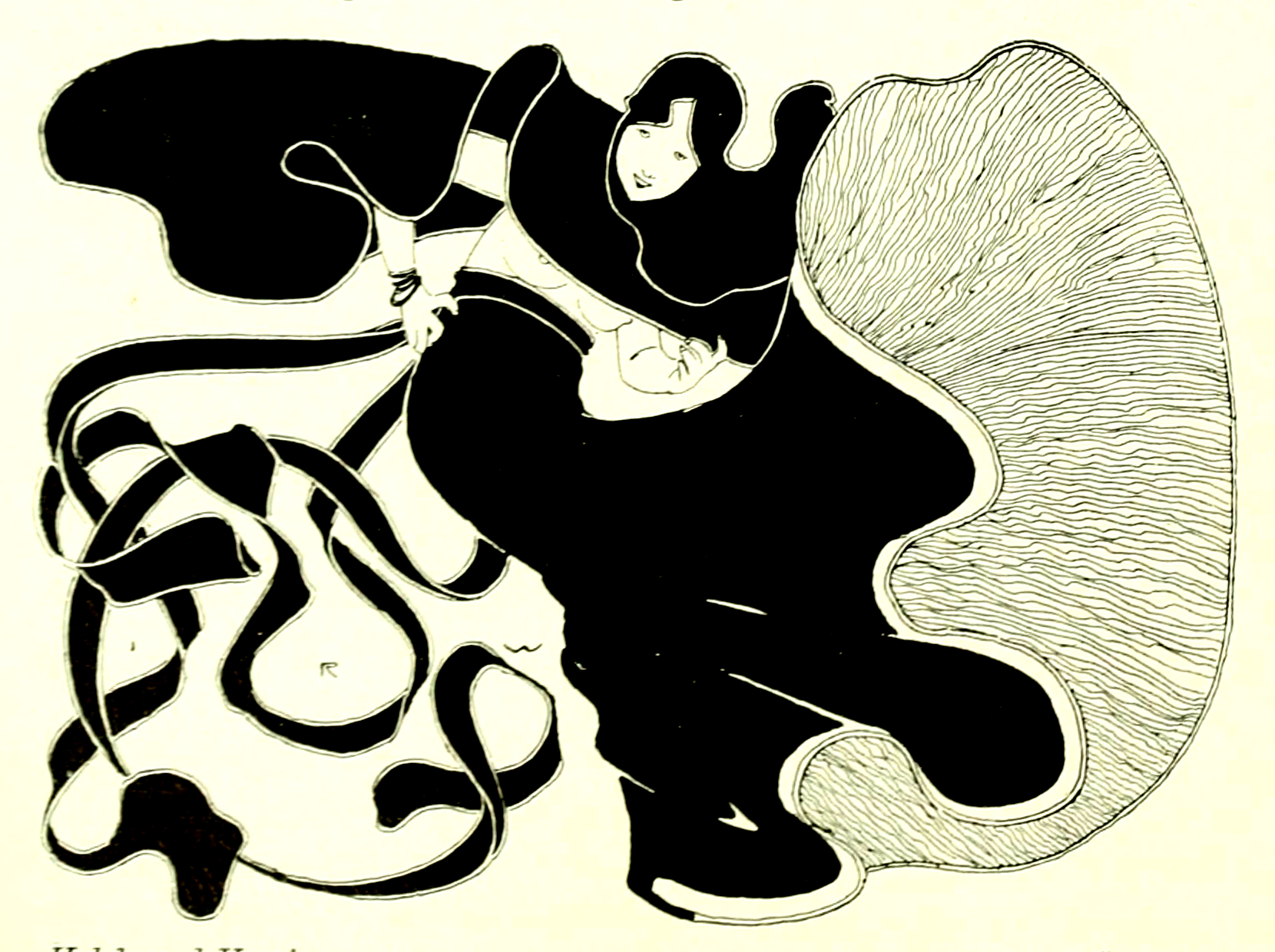
(1897)